# Fargo (Dakota do Norte)
Fargo é uma cidade do estado norte-americano da Dakota do Norte, no Condado de Cass, do qual é sede. Foi fundada em 1871 e incorporada em 1875. Seu nome original era Centralia.
Com quase 126 mil habitantes, de acordo com o censo nacional de 2020, é a cidade mais populosa do estado e a 224ª mais populosa do país. Pouco mais de 16% da população total da Dakota do Norte vive em Fargo.

## Geografia
De acordo com o Departamento do Censo dos Estados Unidos, a cidade tem uma área de 129 km², dos quais praticamente todo os 129 km² estão cobertos por terra.

### Localidades na vizinhança
O diagrama seguinte representa as localidades num raio de 8 km ao redor de Fargo.

## Demografia
Desde 1900, o crescimento populacional médio, a cada dez anos, é de 24,5%.

### Censo 2020
De acordo com o censo nacional de 2020, a sua população é de 125 990 habitantes e sua densidade populacional é de 976,7 hab/km². Seu crescimento populacional na última década foi de 19,4%, acima do crescimento estadual de 15,8%. É a cidade mais populosa da Dakota do Norte e a 224ª mais populosa do país.
Possui 61 541 residências que resulta em uma densidade de 477,1 residências/km² e um aumento de 23,2% em relação ao censo anterior. Deste total, 8,8% das unidades habitacionais estão desocupadas. A média de ocupação é de 2,2 pessoas por residência.

### Censo 2000
Segundo o censo norte-americano de 2000, a sua população era de 90 599 habitantes, 39 268 residências ocupadas e 20 733 famílias.
Em 2006, foi estimada uma população de 90 056, um decréscimo de 543 (-0.6%).
A cidade possui no total 41 200 residências, que resultam em uma densidade de 419,3 residências/km². 94,17% da população da cidade são brancos, 1,64% são asiáticos, 1,24% são nativos americanos, 1,2% são afro-americanos, 0,04% são nativos polinésios, 0,44% são de outras raças e 1,45% são descendentes de duas ou mais raças. 1,29% da população da cidade são hispânicos de qualquer raça. Os seis maiores grupos étnicos de Fargo são alemães (que formam 40,6% da população da cidade), noruegueses (35,9%), irlandeses (8,6%), suecos (6,5%), ingleses (5,2%) e franceses (4,7%).
Existem na cidade 39 268 residências ocupadas, dos quais 26,5% abrigam pessoas com menos de 18 anos de idade, 41,8% abrigam um casal, 7,8% são famílias com uma mulher sem marido presente como chefe de família, e 47,5% não são famílias. 34,6% de todas as residências ocupadas são habitadas por apenas uma pessoa, e 8% das residências ocupadas na cidade são habitadas por uma única pessoa com 65 anos ou mais de idade. Em média, cada residência ocupada possui 2,2 pessoas e cada família é composta por 2,91 membros.
21,1% da população da cidade possui menos de 18 anos de idade, 19,2% possuem entre 18 e 24 anos de idade, 31,1% possuem entre 25 e 44 anos de idade, 18,5% possuem entre 45 e 64 anos de idade, e 10,1% possuem 65 anos de idade ou mais. A idade média da população da cidade é de 30 anos. Para cada 100 pessoas do sexo feminino existem 100 pessoas do sexo masculino. Para cada 100 pessoas do sexo feminino com 18 anos ou mais de idade existem 99,3 pessoas do sexo masculino.
A renda anual média de uma residência ocupada na cidade é de 35 510 dólares. A renda média anual da população da cidade é de 50 486 dólares. Pessoas do sexo masculino possuem uma renda anual média de 31 968 dólares, e pessoas do sexo feminino, uma renda anual média de 38 264 dólares. A renda per capita da cidade é de 22 101 dólares. 6,6% da população e 11,8% das famílias da cidade vivem abaixo da linha de pobreza. 10,8% das pessoas com 17 anos ou menos de idade e 7,5% das pessoas com 65 anos ou mais de idade vivem embaixo da linha de pobreza.